# Orquesta Sinfónica Nacional de Colombia
La Orquesta Sinfónica Nacional de Colombia nació en el año 2003 tras la liquidación de la Orquesta Sinfónica de Colombia en diciembre de 2002.  La Orquesta Sinfónica de Colombia operaba desde 1936 bajo el auspicio del Estado colombiano y fue liquidada dentro de un amplio plan de privatizaciones estatales.  
Es parte de la Asociación Nacional de Música Sinfónica, una entidad sin ánimo de lucro creada por el Ministerio de Cultura de Colombia, del cual recibe amplio apoyo para sostener a la orquesta y para apoyar económicamente a otras orquestas del país.  
La orquesta funcionó inicialmente con un modelo de dirección artística colegiada en la que participaron tres directores artísticos: Luis Biava, director residente de la Orquesta de Filadelfia hasta el año 2004; Alejandro Posada, director de la Orquesta Sinfónica de Castilla y León; y Eduardo Carrizosa, quien se desempeñó como director asistente de la Orquesta Filarmónica de Bogotá hasta finales del 2003.  Le sucedieron Baldur Brönnimann, y luego Olivier Grangean.
A partir de 2023 su director titular es el maestro argentino-israelí Yeruham Scharovsky. 

## Historia
La Orquesta Sinfónica Nacional de Colombia tiene la juventud en su espíritu y la solidez en su interpretación.
Sin abandonar su origen clásico, se caracteriza por ser una orquesta contemporánea, arriesgada y flexible.
En ello directores invitados de la calidad de maestros como Andrés Orozco, Gustavo Dudamel, Rossen Milanov, André Smith y Pablo González entre otros han tenido un importante nivel de contribución. Igualmente al acompañar a solistas de la talla de Rodolfo Mederos, Pepe Romero, Johannes Moser, Vicente Amigo, Benjamin Schmid, Jutta Puchhammer, Gabriela Montero, Valeriano Lanchas, Andrea Bocelli y Juan Diego Flórez, ha compartido sus emociones y se ha impregnado de su brillo.
La Orquesta Sinfónica Nacional de Colombia se apropia de escenarios no convencionales para entregar a nuevos públicos la belleza de sus interpretaciones. Es fiel a los públicos de siempre llenando de siglos de historia musical el presente en auditorios y teatros del país. Buscamos generar y fortalecer la cultura musical en Colombia y servir de embajador de la música por fuera de nuestras fronteras.
Que Colombia entera se “arriesgue a vivirla” y que el mundo vibre con la música son nuestros propósitos en la Orquesta Sinfónica Nacional de Colombia y en la Asociación Nacional de Música Sinfónica, representantes de nuestra prosperidad nacional.
Somos más que música, cambiamos vidas, regalamos paz y estamos orgullosos de ser representantes de nuestra hermosa “Colombia Tierra querida”.

## Actualidad
A partir del 2012 la Sinfónica Nacional emprende un nuevo direccionamiento estratégico que demanda retos como adoptar una nueva imagen institucional más acorde con los tiempos; enfocar provocativamente su programación artística e introducir un lenguaje de comunicación más fresco y en permanente innovación que se implementará de la mano de los nuevos medios y tecnologías.
Que Colombia entera se “arriesgue a vivirla” es el propósito de la Asociación Nacional de Música Sinfónica empresa privada, técnica y profesional sin ánimo de lucro que, como ente rector de la Sinfónica Nacional, se prepara para hacer de la Sinfónica Nacional una institución contemporánea, querida por el público y símbolo de nuestra prosperidad nacional, donde su objetivo principal es generar y fortalecer la cultura musical en Colombia.